# 阿蒂尔·泰亚特
阿蒂尔·尼古拉·泰亚特（法語：Arthur Nicolas Theate；2000年5月25日—），比利時足球運動員，司職後衛，現效力於德甲球會法兰克福。比利時國家足球隊成員。

## 俱樂部生涯
泰亚特在之前4輪意甲聯賽共取得2個進球和1次助攻，當中在9月中對國際米蘭的比賽中頭球頂入，打進在意甲的首球。至於在主場3-0大勝拉齐奥的比賽中，泰亚特更加貢獻了1個進球和1次助攻。他先是在14分鐘為巴羅送出一記長傳，而在3分鐘後頭球建功。泰亚特總共比賽了31場，射入兩球。

## 國家隊生涯
2022年世界盃外圍賽小組賽，比利時客場1-1戰平威爾斯，泰亚特完成了他在比利時國家隊的首秀。

## 外部連結
- Soccerway資料庫：阿蒂尔·泰亚特
- Belgium Stats （页面存档备份，存于） at Belgian FA